# Susanne Zimmer
Susanne Zimmer (nascida em 9 de junho de 1960, em Brønderslev) é uma política dinamarquesa, membro do Folketing. Ela foi eleita nas eleições legislativas dinamarquesas de 2019 como membro da Alternativa. Ela é a co-fundadora dos Verdes Independentes, embora seja uma política independente no Folketing.

## Carreira política
Zimmer foi eleita para o parlamento na eleição de 2019 como membro da Alternativa. Em março de 2020, Zimmer e três outros membros da Alternativa deixaram o partido. Zimmer fundou o novo partido Verdes Independentes com Sikandar Siddique e Uffe Elbæk.